# Halloux
Halloux est un hameau de la ville belge de Limbourg, situé en Région wallonne dans la province de Liège.
Avant la fusion des communes de 1977, Halloux faisait déjà partie de la commune de Limbourg.

## Situation
La petite localité de Halloux (une trentaine d'habitations) s'est implantée sur une ligne de crête et une colline culminant à 305 m. Elle est située à environ 1 kilomètre au sud du centre historique de la ville de Limbourg. Halloux avoisine aussi les localités de Hèvremont située plus au sud et Goé située à l'est.

## Patrimoine
Placée sur une petite butte au carrefour principal du hameau, la chapelle Sainte Anne est une construction de forme octogonale bâtie en briques et pierres de taille. Elle est encadrée par deux tilleuls. La chapelle date de 1774. Elle a subi d'importants dégâts durant la Seconde Guerre mondiale recevant un obus de tank de la première armée américaine en septembre 1944. La chapelle est rebâtie en 1947. L'édifice actuel remplace une précédente chapelle du milieu du XVIe siècle. La chapelle est reprise sur la liste du patrimoine immobilier classé de Limbourg depuis 1949 et fait partie de la paroisse de Limbourg. Dans cette chapelle, chaque année en juillet sont célébrées en l'honneur de Sainte Anne une neuvaine et une messe suivie d'une bénédiction des chevaux.
Le hameau possède deux importantes fermes avec cour intérieure.